# John Snow
John Snow (15. března 1813 York – 16. června 1858 Londýn) byl anglický lékař a průkopník zavádění anestezie a hygieny. Mnohými je považovaný za jednoho ze zakladatelů moderní epidemiologie, především pro svou práci na pátraní po zdroji infekce během epidemie cholery v Soho v roce 1854.

## Zajímavosti
- Britská královna Viktorie udělila Johnu Snowovi šlechtický titul sir, když podáním chloroformu umožnil bezbolestný porod jejích dvou posledních dětí, prince Leopolda (1853) a princezny Beatrice (1857).
- Britští lékaři podle výsledků ankety uspořádané mezi nimi v roce 2003 považují Johna Snowa za nejlepšího lékaře všech dob.

## Studna na Broad Street 1854
Jak najít epidemiologické riziko, poprvé ukázal John Snow v roce 1854 při epidemii cholery v Londýně. Jeho práce je o to cennější, že tenkrát ještě nebyly objeveny mikroorganismy, nevěděl, co to je patogen. Spojitost mezi znečištěním pitné vody a rozvojem cholery šla dokázat pouze statisticky. Dodnes epidemiologové nehledají patogen, ale epidemiologické riziko.
Snow věřil stejně jako dnešní epidemiologové, že kauzalita nemoci se dá vyjádřit jako příčina (exposure) a následek (outcome), asociaci dokazují čísla.
K důkazu použil:
1. Deskriptivní epidemiologii – sbíral data o mortalitě, vytvořil bodovou mapu pro oblast Soho. Tou dobou donášely do domů vodu dvě společnosti (Southwark & Vauxhall; Lambeth Company), každá ji nabírala z jiných studní. Někteří obyvatelé si přímo chodili ke studnám, někteří nabírali vodu z řeky, jiní z vodního příkopu. Stav zaznamenal do tabulky pro prvních 334 mrtvých.
| Zdroj vody           | Počet mrtvých |
| -------------------- | ------------- |
| Southwark & Vauxhall | 286           |
| Lambeth Company      | 14            |
| Přímo z Temže        | 22            |
| Přímo z pumpy        | 4             |
| Vodní příkop         | 4             |
| Neznáme zdroje       | 4             |

Vyšly mu tři studny s největší mortalitou.
2. Analytickou epidemiologii. Tabulky s výpočtem incidence (incidence rate). Do čitatele dal počet mrtvých, do jmenovatele by měl správně dát velikost populace v riziku, ale protože ji neznal, dal do jmenovatele počty domů.
| Cholera v Londýně 1854 | Počet domů | Počet mrtvých | úmrtí/10.000domů |
| ---------------------- | ---------- | ------------- | ---------------- |
| Southwark & Vauxhall   | 40,046     | 1,263         | 315              |
| Lambeth Company        | 26,107     | 98            | 37               |
| Zbytek Londýna         | 256,423    | 1,422         | 59               |

3. Epidemiologický průzkum provedl tak, že chodil dům od domu a ptal se, ze které pumpy berou lidé vodu do své domácnosti. Získal informace od 330 domácností z 334. Ptal se přímo na konkrétní studnu, odkud je voda. Výsledky mu ukázaly, že nejvíce berou domácnosti s cholerou vodu ze studny na Broad Street.

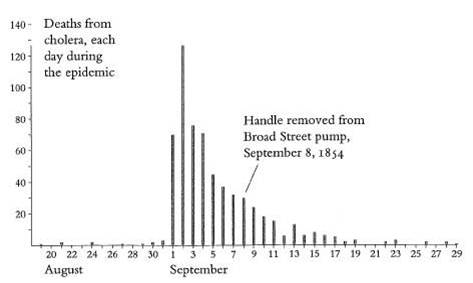
Konec epidemie cholery 1854

Studna na Broad Street byla uzavřena 8.9.1854.
Následně přesvědčil radní, aby čerpali vodu z řeky nad městem, zavedli kanalizaci a vyústili ji pod městem po proudu Temže. Další epidemie cholery se již v Londýně neobjevily. Současně padla i teorie jeho protivníků, kteří tvrdili, že cholera se šíří vzduchem, nikoli vodou.
Dodnes je studna na Broadwick Street zachována jako památka na první epidemiologický případ, který dal podnět rozvoji moderní epidemiologie.